# Модель структури особистості HEXACO

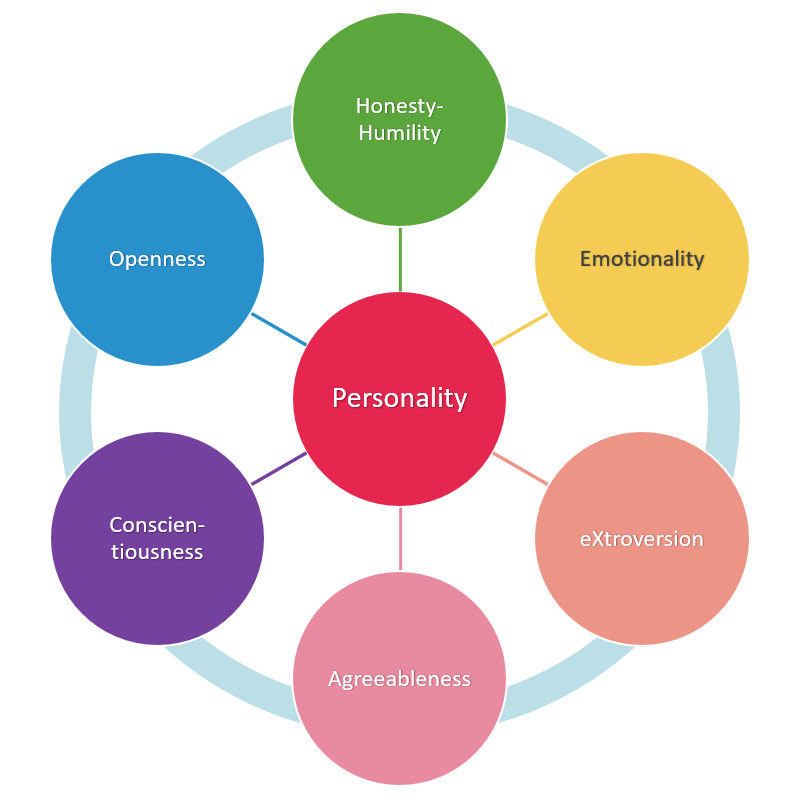
Шість рис особистості HEXACO

Модель структури особистості HEXACO — це шестивимірна модель людської особистості, створена Майклом К. Ештоном та Кібомом Лі та пояснена в їхній книзі Фактор H особистості (ISBN 9781554588640) на основі результатів серії лексичних досліджень, що охоплюють кілька європейських та азійських мов. Шість факторів, або вимірів, включають чесність-скромність (H, англ. honesty-humility), емоційність (E, emotionality), екстраверсію (X, extraversion), привітність (A, agreeableness), сумлінність (C, conscientiousness) та відкритість до досвіду (O, openness to experience). Кожен фактор складається з ознак із характеристиками, що вказують на високий та низький рівні фактора. Модель HEXACO була розроблена за допомогою тих же методів, що й інші таксономії ознак, і базується на роботах Кости та Маккрея, а також Голдберга. Таким чином, модель має кілька спільних елементів з іншими моделями рис. Однак, модель HEXACO унікальна головним чином завдяки додаванню виміру чесності та скромності.

## Концепція

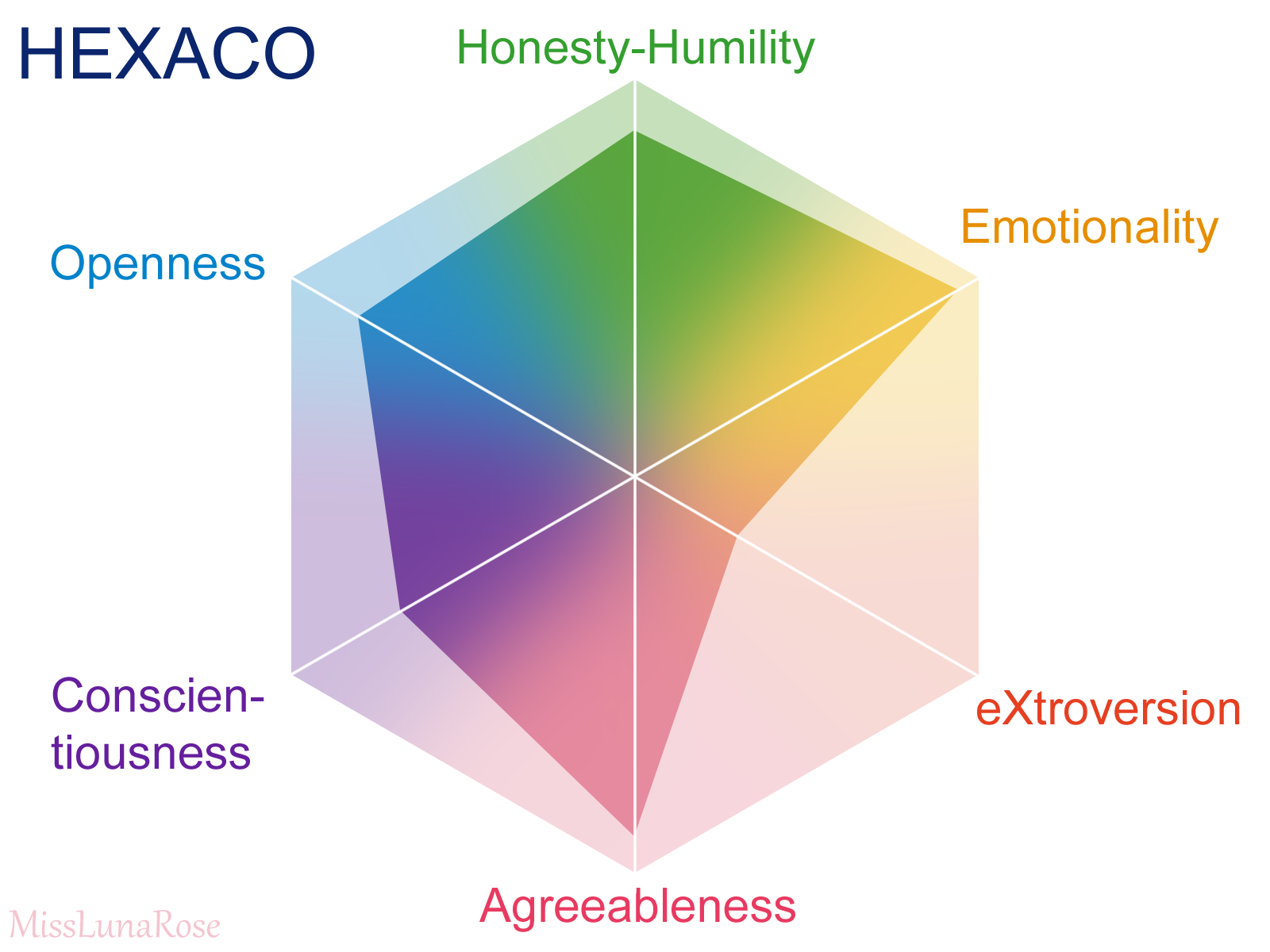
Візуалізація за шкалою HEXACO балів молодої жінки

Модель особистості HEXACO описує людську особистість з погляду шести вимірів.
Модель HEXACO була розроблена на основі кількох попередніх незалежних лексичних досліджень. Мовні таксономії рис особистості широко використовуються як метод розробки моделей особистості. Цей метод, заснований на логіці лексичної гіпотези, використовує прикметники, що зустрічаються в мові, які описують поведінку та тенденції серед людей. Факторний аналіз використовується для прикметників, щоб визначити мінімальний набір незалежних груп рис особистості.
Дослідження, засновані на лексичній гіпотезі, вперше були проведені в англійській мові. Подальші лексичні дослідження були проведені іншими мовами, і, порівнюючи результати, було виявлено шість емерджентних факторів у подібній формі для всіх протестованих мов, включаючи англійську.
Особистість часто оцінюється за допомогою самооцінки або оцінки спостерігача. Шість факторів вимірюються за допомогою серії питань, розроблених для оцінки людини за рівнями кожного фактора. Ештон та Лі розробили форми самозвіту та звіту спостерігача для переглянутого особистісного опитувальника HEXACO (HEXACO-PI-R). HEXACO-PI-R оцінює шість широких факторів особистості HEXACO, кожен з яких містить чотири «аспекти» або вужчі характеристики особистості. Також включено додатковий 25-й вузький аспект, який називається альтруїзмом і являє собою поєднання факторів чесності-скромності, емоційності та приємності.
Шість факторів, їхні аспекти та прикметники, що описують особистість, які зазвичай належать до цих шести груп, такі:
- Чесність-скромність (Н):
  - Грані: щирість, справедливість, уникнення жадібності, скромність
  - Прикметники: {щирий, чесний, вірний, відданий, скромний} проти {хитрий, обманливий, жадібний, претензійний, лицемірний, хвалькуватий, пихатий}

- Емоційність (Е):
  - Аспекти: боязкість, тривога, залежність, сентиментальність
  - Прикметники: {емоційний, надчутливий, сентиментальний, боязкий, тривожний, вразливий} проти {хоробрий, жорсткий, незалежний, впевнений у собі, стабільний}

- Екстраверсія (X):
  - Аспекти: соціальна самооцінка, соціальна сміливість, товариськість, жвавість
  - Прикметники: {товариський, жвавий, екстравертний, балакучий, життєрадісний, активний} проти {сором'язливий, пасивний, замкнутий, інтровертний, тихий, стриманий}

- Привітність (А):
  - Грані: прощення, ніжність, гнучкість, терпіння
  - Прикметники: {терплячий, толерантний, мирний, м’який, приємний, поблажливий, лагідний} проти {злий, сварливий, впертий, холеричний}

- Сумлінність (С):
  - Аспекти: організованість, старанність, перфекціонізм, розсудливість
  - Прикметники: {організований, дисциплінований, старанний, обережний, ретельний, точний} проти {недбайливий, недбалий, безрозсудний, лінивий, безвідповідальний, неуважний}

- Відкритість до досвіду (О):
  - Аспекти: естетична цінність, допитливість, креативність, нетрадиційність
  - Прикметники: {інтелектуальний, креативний, нетрадиційний, інноваційний, іронічний} проти {поверховий, невигадливий, звичайний}

## Описи шкал
Відповідно до концепції:
- Чесність-Скромність. Особи, які мають високі бали за показником Чесність-Скромність, як правило, уникають експлуатації інших заради власної вигоди, рідко відчувають схильність порушувати правила, виявляють мінімальний інтерес до багатства чи розкоші та не вважають себе такими, що заслуговують на особливі привілеї. Натомість ті, хто має дуже низькі бали, частіше використовують лестощі для маніпуляцій, ігнорують правила заради власної вигоди, женуться за багатством і статусом і вважають себе вищими за інших.

- Емоційність. Люди з високим балом за шкалою емоційності більш схильні до страху фізичної шкоди, відчувають тривогу під тиском, часто шукають заспокоєння чи підтримки від інших, а також формують глибокі емоційні зв'язки та емпатичні зв'язки. З іншого боку, люди з низькими балами, як правило, не бояться потенційної небезпеки, зберігають спокій навіть у періоди високого стресу, не відчувають потреби довіряти іншим та демонструють загальну відчуженість від емоційних переживань.

- Екстраверсія. Ті, хто досягає високих балів за шкалою екстраверсії, зазвичай мають сильне почуття власної гідності, почуваються комфортно на керівних посадах або під час публічних виступів, люблять перебувати серед інших і часто відчувають себе бадьорими та енергійними. Натомість особи з низькими балами можуть вважати себе соціально небажаними, почуватися некомфортно, перебуваючи в центрі уваги, воліти уникати соціальних заходів та загалом виявляти менше ентузіазму та товариськості.

- Привітність. Дуже приємні люди, як правило, прощають, коли їм завдають шкоди, оцінюють інших з розумінням, схильні до співпраці та готові знаходити спільну мову, а також добре справляються зі своїм гнівом. І навпаки, люди з низьким рівнем привітності часто таять образу, більш критично ставляться до поведінки інших, чинять опір компромісам і легко дратуються, коли з ними поводяться несправедливо.

- Сумлінність. Ті, хто має високі бали за показником сумлінності, добре організовують своє середовище та графіки, старанно досягають своїх цілей, прагнуть точності у своїй роботі та знаходять час для обмірковування своїх рішень. Натомість люди з низькими балами схильні нехтувати порядком і плануванням, уникають складних завдань, комфортно почуваються з недосконалими результатами та роблять вибір швидко або без особливих роздумів.

- Відкритість до досвіду. Особи, які мають високі бали за показником відкритості до досвіду, цінують художнє самовираження та природну красу, прагнуть отримати знання з широкого кола тем, творчо виражають себе та зацікавлені новими або нетрадиційними ідеями. Ті, хто має нижчі бали, для порівняння, виявляють мало цінування мистецтва чи природи, мають обмежений інтерес до вивчення нового, уникають творчої діяльності та менш сприйнятливі до незвичайних поглядів чи способу життя.

## Історія
Розробка моделі особистості HEXACO розпочалася у 2000 році. Вона була отримана удосконаленням раніше використаних моделей особистості, таких як фактори Великої п'ятірки, розглянутих у моделі NEO-PI. Ці п'ять основних рис особистості (сумлінність, поступливість, відкритість до досвіду, невротизм та екстраверсія) були результатом попередніх лексичних досліджень особистості та стали популярними у 1980-х роках. Однак, коли подібні лексичні дослідження були проведені кількома мовами, а не лише англійською, з'явився шостий фактор, який отримав назву фактор чесності-скромності. Серед інших мов були нідерландська, французька, корейська, польська, хорватська, філіппінська, грецька, німецька, італійська, угорська та турецька. Крім того, лексичні дослідження в інших мовах виявили інші підаспекти факторів емоційності та приємності, ніж ті, що пропонувала початкова п'ятифакторна модель. Сьогодні модель HEXACO стала широко використовуваною моделлю особистості.
Лі та Ештон додали до HEXACO-PI ще дві шкали аспектів. На відміну від початкових 24 аспектів, кожен з яких чітко відповідав одному з шести основних вимірів особистості, ці нові шкали вважалися інтерстиціальними — призначеними для вимірювання рис, які демонструють помірний зв'язок з більш ніж одним із шести факторів.
Першим із цих проміжних аспектів був Альтруїзм проти Антагонізму, створений для фіксації характеристик, пов'язаних зі співчуттям та добротою. У лексичних дослідженнях рис особистості такі якості часто можуть поєднуватися з факторами Чесність-Скромність, Привітність та Емоційність – закономірність, яка підтверджує теоретичну базу. Додавання цього аспекту дозволило точніше пояснити унікальний внесок цієї риси, покращивши здатність передбачати альтруїстичну (на відміну від антагоністичної) поведінку, яка відіграє ключову роль у соціальних стосунках.
Друга інтерстиціальна шкала, Негативна самооцінка, була розроблена для оцінки схильності до надзвичайно низької самооцінки. Ця риса показала негативну кореляцію з екстраверсією та позитивну з емоційністю. Її було включено не лише тому, що самооцінка є ключовим компонентом особистості, але й через важливість для розуміння депресії та певних розладів особистості.

## Порівняння з моделлю Великої п'ятірки
Наразі найширше використовувана модель структури особистості базується на аналізі прикметників, що описують особистість. Ця модель складається з п'яти особистісних факторів, відомих як Велика п'ятірка. Три з п'яти факторів Великої п'ятірки схожі на фактори екстраверсії, сумлінності та відкритості до досвіду моделі HEXACO. Два фактори Великої п’ятірки, що залишилися, називаються приємністю та невротизмом (з протилежним полюсом останнього фактора – емоційною стабільністю), подібні до факторів привітності та емоційності моделі HEXACO, але з деякими відмінностями у змісті цих факторів. Привітність та емоційність з моделі HEXACO становлять собою оборотні варіанти їхніх аналогів з моделі Великої п'ятірки, наприклад, характеристики, пов'язані з запальністю, пов'язані з невротизмом або низькою емоційною стабільністю у рамках моделі Великої п'ятірки, але з низькою привітністю у рамках HEXACO. Отже, приємність Великої п'ятірки та привітність HEXACO не є ідентичними. Фактори Великої п’ятірки не включають фактор чесності-скромності, але деякі характеристики, що належать до чесності-скромності, включені до фактора приємності Великої п’ятірки. Хоча попередні дослідження виявили лише п'ять факторів Великої п'ятірки, новіші дослідження, проведені різними мовами (включаючи англійську) з більшим набором прикметників, виявили шість факторів, як зазначено вище. Назви чотирьох факторів HEXACO (всі, крім чесності-скромності та емоційності) були запозичені з чинних позначень для факторів Великої п’ятірки. Назви факторів були обрані на основі спільного значення характеристик у межах кожного фактора. Однак інші дослідження, які порівнюють ці два показники, показують, що деякі ознаки можна аналізувати за допомогою моделі HEXACO замість Великої п'ятірки. Наприклад, такі риси, як нарцисизм або маніпулятивність, можна оцінити за допомогою риси чесності-скромності.

## Теми досліджень

### Теоретичні основи привітності, чесності-скромності та емоційності
Модель HEXACO часто використовується в дослідженнях, коли поведінка або риси, виявлені в таких вимірах, як привітність, чесність-скромність та емоційність, становлять особливий інтерес. Фактори привітності, чесності-скромності та емоційності суттєво відрізняються від своїх аналогів у п'ятифакторній моделі (FFM). Чесність-скромність, емоційність та привітність пропонуються як міри альтруїстичної та антагоністичної поведінки. Чесність-скромність та привітність вимірюють два різні аспекти взаємного альтруїзму, високий рівень яких вказує на схильність до допомоги та співпраці, на відміну від експлуатації інших. Фактор чесності-скромності відображає схильність людини до просоціальної альтруїстичної поведінки, тоді як привітність вказує на схильність людини прощати та виявляти толерантність. Емоційність — це міра родинного добору, тобто схильність виявляти емпатію та прихильність до своїх родичів.

### Чесність-скромність і темна тріада
Фактор чесності-скромності використовувався в різних дослідженнях як міра етичної або просоціальної поведінки. Низький рівень фактора чесності-скромності пов'язаний з вищим рівнем матеріалізму, неетичної ділової практики та девіантної сексуальної поведінки. Було виявлено, що фактор чесності-скромності передбачає схвалення неетичної ділової практики і навіть ступінь, до якого людина буде ризикувати здоров'ям та безпекою (навіть стосовно колег). Людина, яка має низькі бали за фактором чесності-скромності, може мати схильність до антисоціальних вчинків. Антисоціальні дії, які людина може вчинити, можуть бути пов'язані з її особистісним профілем, а також з іншими факторами моделі HEXACO. Наприклад, людина, яка має низькі бали за показниками чесності-скромності та сумлінності й привітності, більш схильна до правопорушень на робочому місці.
Темна тріада особистості складається з психопатії, макіавеллізму та нарцисизму. Психопатія визначається такими характеристиками, як безжальність, антисоціальність та егоїзм. Макіавеллізм полягає в егоїзмі, тобто в тому, що людина зосереджується на власних потребах, маніпулюючи іншими. Нарцисизм також можна визначити як егоїзм, але він відрізняється тим, що людина вважає себе більш важливою, ніж ті, хто її оточує. Однак ці конструкти не повністю представлені в поширених п'ятифакторних моделях особистості. Темну тріаду можна концептуалізувати як таку, що знаходиться на протилежному полюсі чесності-скромності (щирість, вірність, відданість тощо), що означатиме, що низький рівень чесності-скромності відповідає вищому рівню психопатії, макіавеллізму та/або нарцисизму. Конструкти особистості темної тріади, як правило, корелюють лише з неприємністю у шкалі Великої п’ятерки, в іншому випадку вони представлені непослідовно у вимірах рис. З цієї причини кілька дослідників використовували модель HEXACO для отримання детальнішого розуміння особистісних характеристик людей, які демонструють риси/поведінку, що розглядаються вимірами темної тріади.

### Структура поведінкових навичок ACT
Структура поведінкових навичок (BSF) була розроблена радою ACT, щоб зосередитися на розвитку знань та навичок для досягнення успіху в освітньому та робочому середовищі. Вона була структурована навколо шести аспектів HEXACO, але не відтворює їх безпосередньо та підкреслює ієрархічну структуру особистості.

Виміри HEXACO, візуалізовані двовимірно згідно з Атласом особистості, емоцій та поведінки

### Візуалізація у двох вимірах
Виміри моделі особистості HEXACO були візуалізовані двовимірно за допомогою Атласу особистості, емоцій та поведінки. Прикметники, що використовуються для опису кожного виміру HEXACO, оцінюються за допомогою двох ортогональних вимірів атласу: приналежності та домінування. Потім набрані бали візуалізуються за допомогою оцінки густини ядра у двох вимірах. Вектори, намальовані на кожному з шести графіків, є представленням розмірності HEXACO, вираженої у двох вимірах атласу.

## Психологічні ефекти

### Соціальна поведінка
Додавання шостого фактора, а також чергування привітності та емоційності, дозволяє досліджувати та прогнозувати на основі менш просоціальної поведінки. Дослідження з використанням моделі HEXACO виявили підтвердження зв'язку між привітністю та чесністю-скромністю щодо просоціальної та етичної поведінки. Одне дослідження показало значний зв'язок між рівнем чесності-скромності та схваленням помсти, тоді як інше виявило, що рівень привітності пов'язаний зі схильністю прощати.

### Креативність
Також було виявлено, що рівні чесності-скромності пов'язані з рівнем креативності. Зокрема, було виявлено, що низький рівень чесності-скромності пов'язаний з вищим рівнем самооцінки креативності.

### Ризик
Дослідження, що використовують модель HEXACO, вивчили зв'язок між різними сферами та оцінками ризикової поведінки. Як з'ясувалося, рівень емоційності пов'язаний зі сприйняттям ризику; рівень сумлінності пов'язаний зі сприйнятою користю; відкритість і чесність-скромність передбачали прийняття соціальних ризиків і ризик здоров'я/безпеки відповідно.

### Сексуальність
Модель HEXACO також використовувалася в дослідженнях сексуальності, зокрема щодо зв'язку спокусливої поведінки та схвалення сексуальної активності без емоційної прив'язаності з емоційністю та чесністю-скромністю. Виявилося, що рівень чесності-скромності пов'язаний з вірністю партнеру у стосунках. Інші теми дослідження, в яких використовувалася модель HEXACO, включають: релігійність, упередження, прийняття етичних рішень, академічну успішність та політичні погляди/поведінку.

### Освіта
Дослідження показують, що фактори чесності-скромності та сумлінності моделі HEXACO корисні для прогнозування контрпродуктивної поведінки студентів коледжів. Сумлінність може бути найбільш послідовним аспектом із шести у його зв'язку із середнім балом студента.

### Когнітивні здібності
Метааналітичні дослідження показують, що відкритість має невелику позитивну кореляцію з інтелектом, а емоційність має невелику негативну кореляцію з інтелектом. Аспекти відкритості, пов'язані з допитливістю та нетрадиційністю, демонструють найсильнішу кореляцію з інтелектом, на відміну від креативності та естетичної оцінки. З аспектів емоційності боязкість показала найсильнішу негативну кореляцію з інтелектом. Інші сфери HEXACO, включаючи чесність-скромність, здаються некорельованими з інтелектом, хоча існує кілька диференціальних кореляцій на рівні аспектів. Примітно, що в різних аспектах сумлінності перевага структури та порядку (організованості) має невелику негативну кореляцію з інтелектом, тоді як розсудливість мала невелику позитивну кореляцію з інтелектом.

### Працевлаштування
Спостерігаються сильні значущі зв'язки між моделлю HEXACO та задоволеністю роботою, особливо з рисою екстраверсії. Дослідження також показали зв'язок між HEXACO, переважно рисою чесність-скромність, та негативною поведінкою на роботі, такою як сексуальні домагання, неетичне прийняття рішень та контрпродуктивна поведінка на роботі.
За винятком фактора емоційності, було виявлено сильну кореляцію між іншими п'ятьма факторами HEXACO та організаційною громадською поведінкою (OCB). Загалом, було показано, що субаспекти HEXACO є кращими предикторами OCB, ніж шість ширших рис, причому такі субаспекти, як старанність (сумлінність), жвавість та товариськість (екстраверсія), а також справедливість (чесність-скромність), є найкращими предикторами.

### Проекологічні погляди та поведінка
Дослідження показують, що індивідуальні відмінності в особистості відіграють певну роль у формуванні екологічного руху. Риси HEXACO передбачають, хто з більшою ймовірністю має проекологічні установки та поведінку, тобто установки та дії, які позитивно впливають на навколишнє середовище. Риси чесності-скромності та відкритості до досвіду є найсильнішими предикторами проекологічної позиції/поведінки.

### Суб'єктивний добробут
Риси та підфактори HEXACO прогнозують самооцінку психологічного та суб'єктивного добробуту. Екстраверсія є найбільшим предиктором добробуту, одразу за нею йде сумлінність. Екстраверсійні підфактори жвавості та самооцінки мають найвищі позитивні кореляції з добробутом, а емоційний аспект тривожності має найвищу негативну кореляцію з добробутом. Невротизм є найкращим предиктором добробуту у моделі Великої п'ятірки, і хоча він тісно пов'язаний з емоційністю HEXACO, незначні відмінності між цими двома рисами означають, що емоційність не є таким же хорошим предиктором добробуту, як невротизм Великої п'ятірки.

## Критика
Модель особистості HEXACO — це таксономія особистості, що базується на рисах. Таким чином, критика та обмеження моделі подібні до інших вимірювань, заснованих на рисах. Заходи на основі ознак, включаючи модель HEXACO, зазвичай спираються на факторний аналіз. На жаль, факторний аналіз не завжди гарантує однозначні результати. Моделі, створені за допомогою факторного аналізу, можуть відрізнятися залежно від: 
- того, як дослідник організовує вимірювання (наприклад, використовуючи уніполярні та біполярні оцінки),
- кількості оцінок/змінних, що включені до аналізу[52].

Де Раад та інші стверджували, що лише три риси особистості повністю відтворилися (тобто проявилися у всіх аналізах) у різних культурах (екстраверсія, привітність та сумлінність). Стверджують, що після трьох ознак факторні маркери стають ненадійними,а твердження про універсальність моделі HEXACO слід розглядати обережно, оскільки багато мов і культур ще не були оцінені за допомогою відповідних досліджень рис особистості. Крім того, вимір чесність-скромність не завжди послідовно відтворюється. Кілька попередніх досліджень виявили суперечливі виміри шостого фактора (наприклад, гедонізм-спонтанність), тоді як інші дослідження виявили потенційно понад шість факторів. Вищезазначена критика не є унікальною для моделі HEXACO, враховуючи, що щодо ідентичності п'ятого фактора особистості в п'ятифакторній моделі точаться значні дебати, особливо в різних культурах.
Багато досліджень, що використовують модель HEXACO, підтверджують корисність таких вимірів, як привітність, емоційність та чесність-скромність. Однак, модель HEXACO не обов'язково є кращим інструментом для визначення особистості в кожній ситуації. Коли модель HEXACO порівнювали з модифікованою п'ятифакторною моделлю, яка включала вимір чесності-скромності, прогностична здатність моделі HEXACO була в кількох випадках подібною до модифікованої FFM (п'ятифакторної моделі). Автори також визнають, що модель HEXACO може мати перевагу, коли змінні-предиктори концептуально пов'язані з фактором чесності-скромності, і що в багатьох випадках модифікована модель FFM плюс чесність-скромність дала подібні результати.